# 법랑

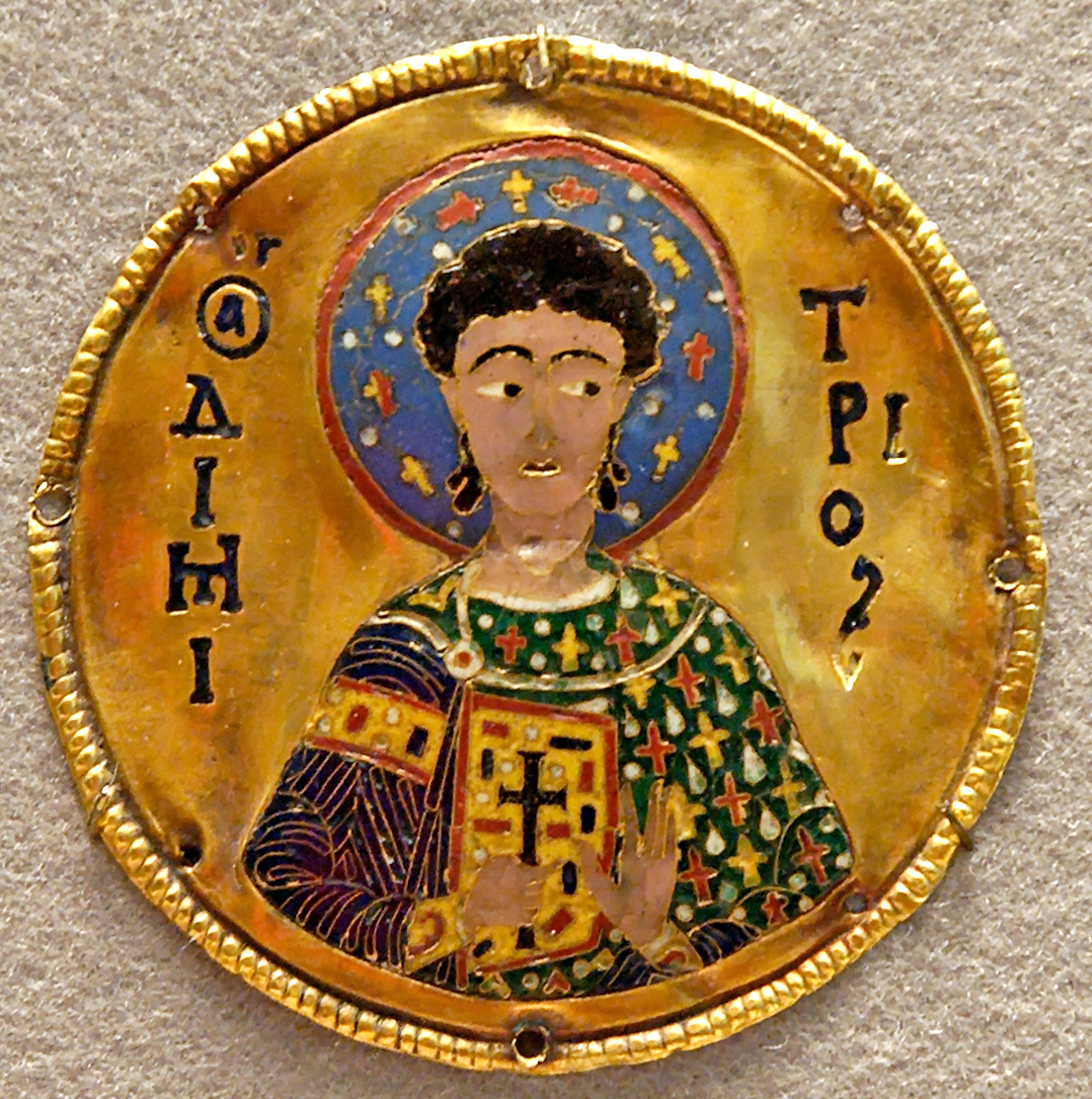

법랑(琺瑯, Vitreous enamel, 에나멜)은 금속의 표면에 유리질의 세라믹스를 얇게 입힌 것이다. 세라믹스로는 얇게 만들기가 어렵고, 얇게 만들어도 깨어지기 쉽다. 그러나 금속은 튼튼하며 얇게 늘여 용기를 만들 수도 있다. 그러나 금·백금 등의 귀금속을 제외하면, 녹이 나거나 더러움을 타고 약품에 침식되기 쉬운 결점을 가지고 있다. 법랑은 이 두 가지 물질의 장점만을 결합시킨 것이다. 금속의 표면에 세라믹스를 입혀, 유리의 광택을 지니면서도 단단하면서 동시에 녹슬지 않고 튼튼한 용기나 기구를 만들어낸다.

## 종류
| 종류         |          | 10% HCI | 10% H2SO4 | 10% NHO3 |
| ------------ | -------- | ------- | --------- | -------- |
| 법랑         | 예1      | 5.5     | 3.0       | 2.4      |
|              | 예2      | 7.9     | 5.1       | 4.2      |
| 내산법랑     | 예1      | 0.72    | 0.56      | 0.49     |
|              | 예2      | 0.93    | 0.86      | 0.89     |
| 글라스라이닝 | 예1      | 0.19    | 0.15      | 0.13     |
|              | 예2      | 0.32    | 0.29      | 0.22     |
| 비교         | 보통유리 | 0.29    | 0.25      | 0.23     |
|              | 내산유리 | 0.15    | 0.13      | 0.14     |

금속 표면에 유리의 세라믹스를 입히는 방법에는 금속의 종류·용도에 따라 몇 가지가 있다. 가장 대표적이고 흔히 볼 수 있는 것으로는 강철 표면에 유리질을 입힌 세탁기·냉장고 등의 가정용품이 있다. 이것은 사용되는 조건이 강한 약품에 접촉되거나 고온에 노출될 염려가 없으므로 청결성이 첫째 요건이 된다. 이와는 달리 산(酸) 처리했을 때의 용융감량(熔融減量) 백분율이 아래 표에 나와 있다. 최근에는 화학공업이 발달함에 따라 각종 화학반응 장치·용해탱크·공장 폐수처리장치 등 약품이나 열에 대하여 상당히 강한 것이 요구되며, 이를 위해 글라스 라이닝(glass lining)이라 하여 특수한 유리질을 사용하기도 하며, 유리질을 금속면에 밀착시키는 기술이 개발되어 여러 가지 저장 탱크나 기계에 응용되고 있다.
또 특수한 고열에 대해서는 세라믹스 코팅(ceramics coating)이라 불리는 방법이 쓰이며, 원자로 재료·로켓·인공위성 등의 내열금속을 세라믹스로 피복하여 산소나 그 밖의 가스의 부식으로부터 보호한다. 이 밖에 공예품으로서 꽃병·그림접시·메달 등을 만드는 칠보가 있다.

## 유약
보통 법랑에 사용되는 유약은 도자기에 사용되는 유약보다 낮은 온도에서 굽게 된다(550 ∼ 800°C). 이것은 유약과 바탕이 되는 금속의 열팽창률이 다르므로 너무 높은 온도에서 구우면 유약이 떨어져 나가기 때문이다. 금속의 팽창률은 100°C 온도차에 대해 강철이 0.42%, 구리가 0.47%인 데 비해 법랑 유약의 팽창률은 보통 0.32 ∼ 0.40%이다. 비교적 저온으로 굽게 되는 또 하나의 이유는, 너무 고온으로 하면 금속표면이 공기에 닿을 때 변질하기 때문이다. 낮은 온도에서 굽는 유약은 경도가 낮은 재질의 것이 많으므로, 완성된 제품의 표면을 미끄럽게 갈고 광택을 내는 데 유리하다.

## 세라믹스 코팅
인공위성이 지구로 돌아올 때, 상당히 높은 속도로 대기권으로 돌입하게 되므로, 공기와의 마찰에 의해 몹시 높은 온도가 된다. 또한 로켓이나 제트엔진·원자로 등이 재료도 공기나 그 밖의 가스와 접촉하면서 고온에 노출된다. 이러한 고온에 견디기 위해서는 티탄이나 몰리브덴 등의 내열합금이 사용되며, 이것은 보통의 합금보다 열적 성질이 우수하지만 그래도 고온에서 산소나 그 밖의 여러 가지 가스에 의해 침식당한다. 이를 방지하기 위해 합금 표면에 세라믹스를 입혀 금속이 직접 공기나 가스와 접촉하지 않도록 한 것이 세라믹스 코팅이다. 여기에는 높은 내열성이 요구되므로 보통의 법랑으로는 충분하지 않으며, 세라믹스를 불꽃으로 뿜어서 부착시키는 방법이 쓰인다.

## 칠보
칠보(七寶)는 법랑의 특징을 이용하여 금속 표면에 아름다운 색이나 무늬를 만든 것이다. 칠보에도 여러 가지 수법이 있으나, 그 중에서 가장 일반적인 유선칠보(有線七寶)를 예로 들어보자. 우선 구리·은·금 등의 그릇의 표면을 잘 닦고 그 위에 먹으로 그림이나 무늬의 도안을 그린다. 그러고 나서 먹선 위에 구리·은 등의 얇은 선을 도안한 선을 따라 구부려 금속 표면에 부착시킨다. 이 금속선을 고정하는 데는 낮은 온도에서 녹는 칠보바탕유라 불리는 유리질의 유약을 사용하여 550 ~ 750°C로 굽는다. 다음에 금속선과 선 사이의 무늬에 착색된 유약을 바르고 이것을 또 550 ~ 750°C로 굽는다. 그렇게 한 다음 색을 바르고 또 굽는다. 이렇게 하여 색수(色數)·도안에 따라 3 ~ 10회 되풀이하여, 마지막으로 표면을 갈아 광택이 나도록 마무리한다.

## 같이 보기
- 오스카르 쉰들러
- 로스토프